# LP (álbum)
LP é o sexto álbum de estúdio da cantora e compositora brasileira Luiza Possi, lançado em 11 de março de 2016 de forma independente pela ONErpm. O disco foi produzido pelo DJ Gorky (Rodrigo Gorky), do Bonde do Rolê e do duo Fatnotronic. Possui três releituras: "Insight" de Jaloo, "Como Eu Quero" do Kid Abelha e "O Meu Amor Mora no Rio" de Pélico.

## Antecedentes e produção
Depois do lançamento do último álbum de estúdio Sobre Amor e o Tempo (2013), Luiza embarcou em uma turnê de divulgação do disco, tocando ele em duas versões de show Piano e Voz e Completo. Em 7 de outubro de 2014 Luiza lançou o projeto Lab LP, um canal de vídeos no Youtube, que a cada mês a cantora apresenta um tema musical. A cantora afirmou que o projeto ajudou na ideia de produção do álbum LP, porque nesse laboratório pode testar diversos sons eletrônicos e instrumentos.
Para a gravação do disco Luiza optou por um modo não muito convencional, resolveu gravar na sua própria casa em São Paulo, onde convidou os produtores Rodrigo Gorky e Arthur Gomes. A produção do disco durou sete meses, onde a cada semana Luiza se reunia com os produtores, para discutir ideias, gravar e escrever.

## Sobre o álbum
Apesar do título do álbum ser LP não é uma referência as iniciais da cantora. Luiza diz que LP significa "long play", a forma como as pessoas costumavam ouvir música antes. "A gente parava pra ouvir música e isso era uma atividade", destaca. Sobre o conteúdo das 10 faixas, Luiza diz que teve total liberdade em poder criar e recriar as letras e arranjos, não tinha ninguém cobrando o trabalho para ser entregue em um prazo, ela citou a canção "Sem Pressa" que entrou para a trilha sonora da novela Haja Coração, como uma canção que ela trabalhou bastante, teve várias letras, vários arranjos e várias melodias até encontrar aquilo que eu realmente ela queria.
| “ | “Posso dizer que o trabalho está mais íntegro. Coloquei ali as músicas que costumo ouvir, nas que eu quero cantar. O meu canal no YouTube, me ajudou muito a entender isso. O resultado de agora ficou muito mais legal que aquilo que estava na estrada comigo" | ” |

Explica a cantora.
Neste álbum Luiza afirma que queria com qualquer segregação, ser retirada da prateleira de "cantora MPB", segundo a cantora ela cita que escuta rap, hip hop e R&B o dia todo, e quis que esse trabalho tivesse todo esse meu momento. Com isso Luiza quis quebrar os parceiros de trabalho deste novo projeto, se no disco anterior Sobre Amor e o Tempo (2013) teve parceiros ligados à MPB, desta vez resolveu convidar o DJ Gorky, onde teve um resultado mais eletrônico.

### Inspirações
Para inspirações na produção do LP Luiza disse que tomou como base as canções e artistas que costuma ouvir, ela pensou "porque minhas canções também não podem estar na mesma playlist que eles". Artistas como Drake, Beyoncé, Rihanna, Prince, Michael Jackson e Kanye West, foram alguns dos artistas que Luiza teve inspiração.
Apesar destas fontes de inspiração a cantora diz que o objetivo também era criar algo bastante brasileiro, com poemas e metáforas.
| “ | “São coisas que sempre escutei e foi um ato de coragem poder traduzir isso no novo trabalho. É isso que gosto de escutar, então é isso que quero cantar, só que quis fazer isso de um jeito brasileiro, não carregar versões" | ” |

afirma Luiza.

### Amadurecimento
LP já é o oitavo disco da carreira da cantora, e segundo a cantora, que começou aos 13 anos, percebe-se um amadurecimento total em sua carreira, tanto como vocal quanto nas letras. Para a gravação desse novo disco Luiza quis quebrar essa rotina de estúdio, e gravou o disco inteiro na sala da sua casa em São Paulo, segunda a mesma o resultado foi incrível citando que apenas usou uma cúpula para evitar ruído, um microfone e um computador.
| “ | “Acredito que tive um amadurecimento vocal muito grande e de entender o que eu quero de timbre e sonoridade, além de confiar no meu taco, acreditar mais em mim. Tive várias fases: aquela em que o trabalho está nas mãos dos produtores, a fase que você quer fazer tudo sozinha e tem aquela que você sabe mandar, mas também sabe pedir opinião e ter a humildade de receber. Acho que o meu amadurecimento está aí: um álbum só pop foi o que fiz no início da minha carreira, de um jeito bastante teen, porque eu tinha 17 anos. Voltar a fazer um álbum pop com 31 me dá muito mais margem de conceito musical" | ” |

explica Luiza.

## Divulgação
No dia 26 de abril de 2016 Luiza deu início a "Turnê LP" com apresentação no Teatro Bradesco em São Paulo. Luiza revelou que sempre gostou de dançar nas apresentações, mas sempre fez isso de modo esporádico, mas nessa turnê revelou que vai ser algo mais ensaiado

### Repertório
1. "Sigo"
2. "Insight"
3. "Tudo Que Há de Bom"
4. "Seu Nome"
5. "Como Eu Quero"
6. "Aventura"
7. "My Girl"
8. "Venha"
9. Medley
  1. "Pensando Bem"
  2. "Love of My Life"
10. "Escuta"
11. "Eu Espero"
12. "Pra Te Lembrar"
13. "Ainda é Tudo Seu"
14. "Me Beija"
15. "Você Tem o Dom"
16. "Tudo Certo"
17. "O Meu Amor Mora no Rio"
18. "Me Faz Bem"

Encore:
1. "Perigo"
2. "Insight"
3. "Folhetim"

## Recepção

### Crítica
| Críticas profissionais | Críticas profissionais |
| Avaliações da crítica  | Avaliações da crítica  |
| Fonte                  | Avaliação              |
| ---------------------- | ---------------------- |
| Correio da Bahia       | positivo               |
| Notas Musicais         | [ 14 ]                 |
| Rolling Stone Brasil   | [ 15 ]                 |

Mauro Ferreira que escreve para o Notas Musicais iniciou dizendo que Luiza ainda segue trilhando uma carreira irregular, que a cada trabalho a cantora se aposta em um som à espera de um real reconhecimento nacional, que segundo Ferreira "ainda não veio". Mauro elogia as faixas "Insight" e "O Meu Amor Mora no Rio", que segundo ele foram dois acertos do LP, já a releitura de "Como Eu Quero" crítica dizendo que a canção não aponta outro caminho diferente do seguido pelo Kid, outras faixas como "Sem Pressa" e "Você Tem o Dom" parecem imersas naquele universo pop estéril que pauta a música produzida em escala industrial.
André Aloi, que escreve para a revista Rolling Stone Brasil, cotou o álbum em três estrelas e cita que a parceria com Rodrigo Gorky é boa trazendo mais texturas ao som de Luiza, também cita que usando Auto-Tune e aprofundando a sonoridade dá para ouvir gotas d’água caindo, sussurros e outros elementos. Finaliza dizendo que as intervenções eletrônicas e as sonoridades contemporâneas, como os inventivos beats, não têm a ver com a matriz sonora dos antigos trabalhos de Luiza.

## Lista de faixas
| N.º            | Título                   | Compositor(es)                         | Duração  |  |
| 1.             | "Sigo"                   | Luiza Possi Rodrigo Gorky Arthur Gomes | 3:23     |  |
| 2.             | "Insight"                | Jaloo                                  | 3:34     |  |
| 3.             | "Como Eu Quero"          | Leoni Paula Toller                     | 3:34     |  |
| 4.             | "Você Tem o Dom"         | Yuri Drummond Gomes                    | 3:01     |  |
| 5.             | "Por Quanto Tempo"       | Possi Dudu Falcão                      | 3:02     |  |
| 6.             | "O Meu Amor Mora no Rio" | Pélico                                 | 3:30     |  |
| 7.             | "Sem Pressa"             | Drummond Gomes                         | 3:00     |  |
| 8.             | "Me Beija"               | Gomes Rafaela Andrade                  | 3:35     |  |
| 9.             | "Aventura"               | Possi Thiaguinho                       | 3:22     |  |
| 10.            | "Pensando Bem"           | Bruno Caliman                          | 2:59     |  |
| Duração total: | Duração total:           | Duração total:                         | 00:33:00 |  |

## Histórico de lançamento
| País   | Data                | Formato          | Gravadora                                     |
| ------ | ------------------- | ---------------- | --------------------------------------------- |
| Brasil | 11 de março de 2016 | Download digital | Independente, sob distribuição do selo ONErpm |
| Brasil | 25 de abril de 2016 | CD               | Independente, sob distribuição do selo ONErpm |